# Sendemast Zygry
Der Sendemast Zygry ist ein 1975 fertiggestellter abgespannter Sendemast für die Verbreitung von Hörfunkprogrammen im UKW-Bereich und von Fernsehprogrammen. Er ist aufgestellt bei Zygry in der Gmina Zadzim, Powiat Poddębicki, Woiwodschaft Łódź in Polen. Der Sendemast Zygry ist 346 Meter hoch und ist seit dem Einsturz des Sendemastes Konstantynów das dritthöchste Bauwerk in Polen.